# Peter van Niekerk
Petrus Reininus Johannes van Nieker –conocido como Peter van Niekerk– (Hazerswoude, 30 de noviembre de 1971) es un deportista neerlandés que compitió en vela en las clases Soling y Star.
Ganó una medalla de bronce en el Campeonato Mundial de Star de 1999, una medalla de oro en el Campeonato Europeo de Star de 1999, y dos medallas en el Campeonato Europeo de Star, plata en 2003 y bronce en 2004.
Participó en dos Juegos Olímpicos de Verano, en los años 2000 y 2004, ocupando el cuarto lugar en Sídney 2000, en la clase Soling.

## Palmarés internacional
| Campeonato Mundial | Campeonato Mundial    | Campeonato Mundial | Campeonato Mundial |
| Año                | Lugar                 | Medalla            | Clase              |
| ------------------ | --------------------- | ------------------ | ------------------ |
| 1999               | Melbourne (Australia) | Medalla de bronce  | Soling             |
| Campeonato Europeo |                       |                    |                    |
| Año                | Lugar                 | Medalla            | Clase              |
| 1999               | Sandefjord (Noruega)  | Medalla de oro     | Soling             |

| Campeonato Europeo | Campeonato Europeo | Campeonato Europeo | Campeonato Europeo |
| Año                | Lugar              | Medalla            | Clase              |
| ------------------ | ------------------ | ------------------ | ------------------ |
| 2003               | Cascaes (Portugal) | Medalla de plata   | Star               |
| 2004               | La Escala (España) | Medalla de bronce  | Star               |